# Teresa Sokołowska
Teresa Sokołowska (z d. Majlert; ur. 3 grudnia 1926 w Marcelinie, zm. 5 sierpnia 2003 w Gdańsku) – polska chemiczka, pracownik naukowy Politechniki Gdańskiej, żona Janusza Sokołowskiego.

## Życiorys
W 1945 roku zdała maturę w II Liceum Ogólnokształcącym im. Stefana Batorego w Warszawie. Po ukończeniu szkoły średniej rozpoczęła studia na Wydziale Chemicznym Politechniki Gdańskiej. W latach 1948–1997 zatrudniona była w macierzystej uczelni. W 1961 roku uzyskała stopień naukowy doktora, a w 1968 doktora habilitowanego. W roku 1997 otrzymała tytuł naukowy profesora.
W 1968 roku objęła powołaną w 1945 roku Katedrę Chemii Organicznej Politechniki Gdańskiej, kierowała nią do 1997 roku. Prowadzony przez nową kierowniczkę zespół katedry włączył się do badań w zakresie chemii aminokwasów i peptydów. Od 1969 do1971 roku Teresa Sokołowska pełniła funkcję prodziekana do spraw nauki PG, a przez 2 kolejne lata była dziekanem Wydziału Chemicznego. Jest współautorką publikacji na temat chemii organicznej, aminokwasów i peptydów. W swoim dorobku ma jeden z patentów. Opracowała także historię Wydziału Chemicznego od 1904 roku.
W styczniu 2003 roku przyznano Teresie Sokołowskiej Nagrodę im. Profesora Włodzimierza Rodziewicza. Długoletnia pracownica została laureatką pierwszej edycji tej nagrody. Wyróżnienie miało formę medalu-plakietki przedstawiającej portret Profesora Włodzimierza Rodziewicza, organizatora i pierwszego kierownika Katedry Chemii Nieorganicznej.

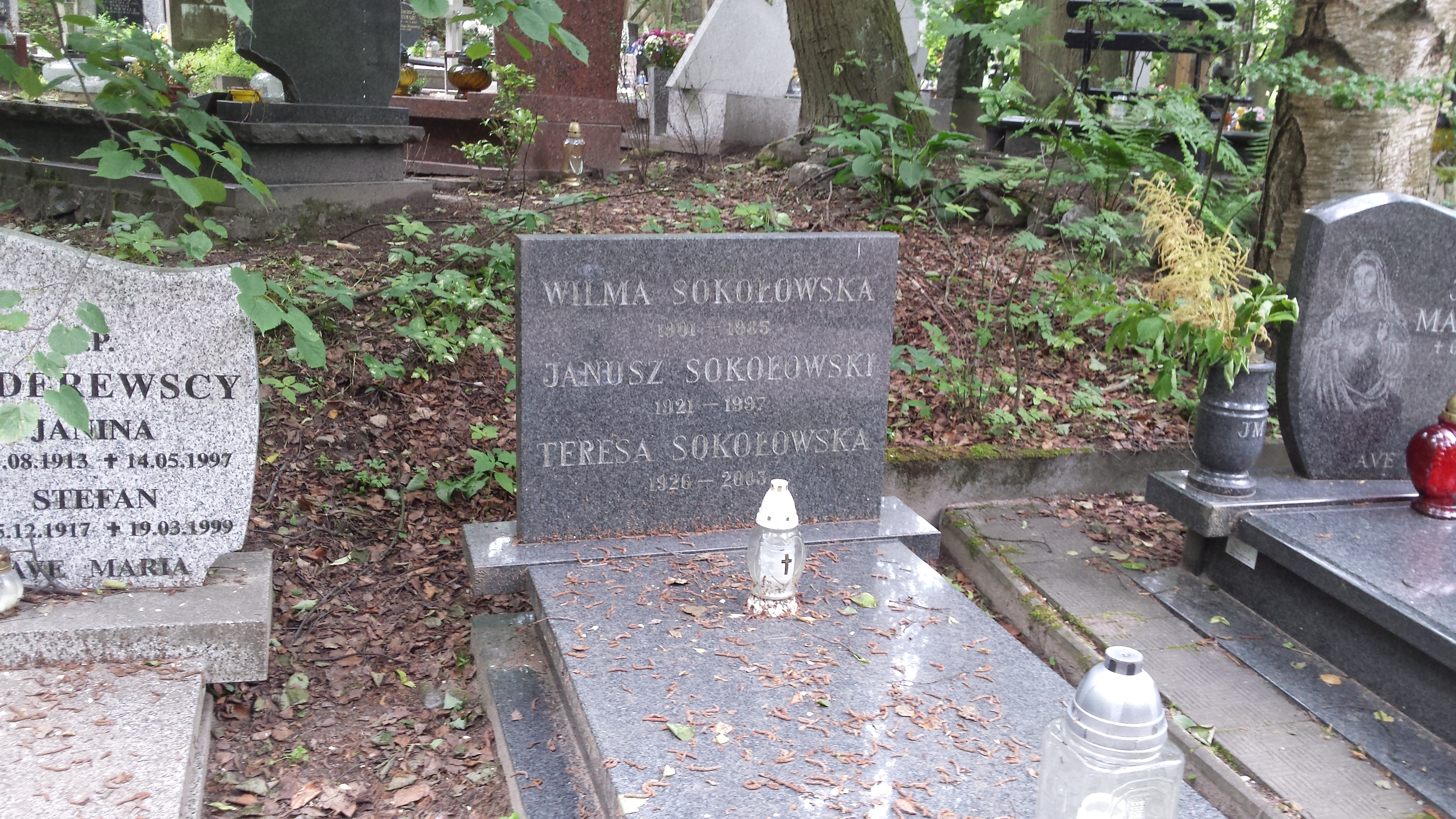
Grób profesor Teresy Sokołowskiej na Cmentarzu Srebrzysko w Gdańsku

Prof. Teresa Sokołowska pochowana została na cmentarzu Srebrzysko w Gdańsku.

## Nagrody
- Złoty Krzyż Zasługi (1970);
- Zasłużony Ziemi Gdańskiej (1970);
- Krzyż Oficerski Orderu Odrodzenia Polski (1970);
- Medal Komisji Edukacji Narodowej (1978);
- Krzyż Kawalerski Orderu Odrodzenia Polski (1979)[1];
- Nagroda im. Profesora Włodzimierza Rodziewicza (2003).